# Aeroportul Crossville Memorial
Aeroportul Crossville Memorial (IATA: CSV, ICAO: KCSV, FAA LID: CSV) este un aeroport din Tennessee, Statele Unite ale Americii.
Situat la o altitudine de 573,35928 m, aeroportul dispune de o singură pistă.